# Чипас, Витаутас Ионо
Витаутас Ионо Чипас (лит. Vytautas Čipas; род. 1926 год) — Герой Социалистического Труда (1971).

## Биография
Родился в 1926 году в деревне Лайчяй. Член КПСС с 1964 года.
Участник Великой Отечественной войны в составе 16-й Литовской стрелковой дивизии
С 1950 года — колхозник, животновод, звеньевой, бригадир полеводческой бригады колхоза «Тарибине аушра» Купишкского района Литовской ССР.
Полеводческая бригада под руководством Витаутаса Чипаса досрочно выполнила коллективное социалистическое обязательство Восьмой пятилетки (1966—1970).
8 апреля 1971 года Указом Президиума Верховного Совета СССР удостоен звания Героя Социалистического Труда «за выдающиеся успехи, достигнутые в развитии сельскохозяйственного производства и выполнении пятилетнего плана продажи государству продуктов земледелия и животноводства» с вручением ордена Ленина и золотой медали Серп и Молот.
Умер в Литве после 1985 года.